# Marie Rönnebeck
Marie Rönnebeck (* 1981, Magdeburgo ) es una actriz alemana de cine y televisión. De 2001 a 2002, fue a clases de actuación en Justus Carrière. En 2005, rodó la película Cometa de Halle, juego de palabras con cometa Halley y el distrito alemán de Halle, ganando su primer premio cinematográfico en el Festival de cine premio Max Ophüls.

## Cine y Televisión (selección)
- 2002: Equipo Alfa
- 2002: ¿Me amas?
- 2003: el cometa Halle
- 2003: La burbuja
- 2004: Colegialas
- 2004: El ladrón y el general
- 2005: SOKO Leipzig
- 2005: Saco de ratas
- 2005: Los bajos fondos
- 2006: La unidad especial
- 2006: Jean-Paul y Liesa
- 2006-2007: Entre rejas - la mujer de la cárcel como Miriam Jordens
- 2007: Un Amor en la Ciudad del León
- 2008: Saludo afectuoso de un ángel
- 2008: Rosamunde Pilcher - Un Amor en Otoño